# Francis Cabrel

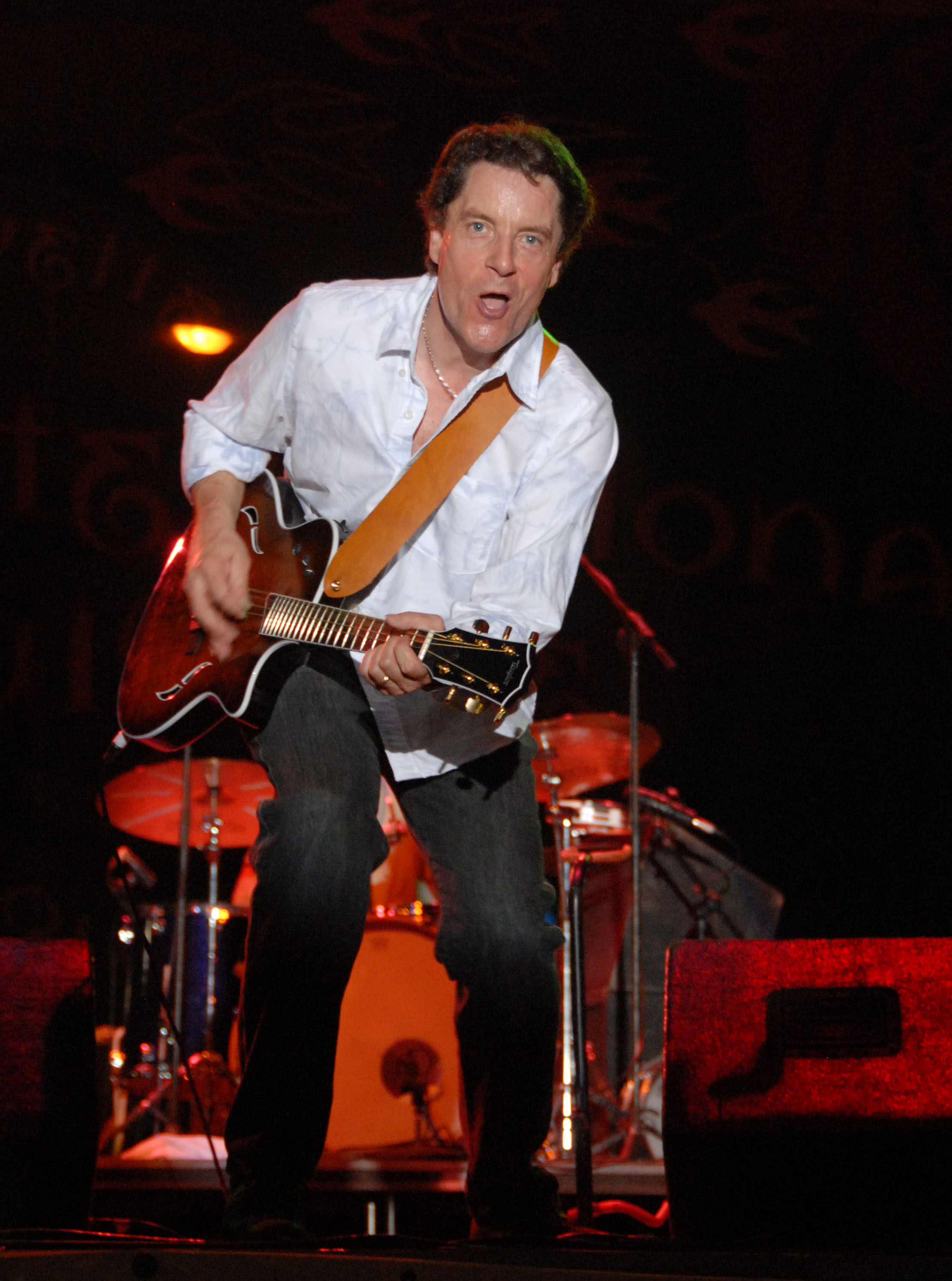
Francis Cabrel

Francis Cabrel (volledige naam : Francis Christian Cabrel; Agen, 23 november 1953) is een Franse zanger en componist.
Hij gebruikt verschillende muziekstijlen gaande van swingende blues tot Franse chanson om poëtische en meestal maatschappelijk relevante teksten te brengen. In dat kader maakt hij ook deel uit van Les Enfoirés. Hij is een van de populairste zangers in de Franssprekende landen en - streken.
Cabrel is gehuwd en is vader van drie dochters.

## Discografie
- À l'aube revenant (2020)
- L'in Extremis Tour Live (2016)
- In Extremis (2015)
- Vise le ciel (2012)
- Des roses et des orties (2008)
- La tournée des bodégas (2006)
- Les beaux dégats (2004)
- Double Tour (2000)
- Hors-saison (1999)
- Samedi soir sur la terre (1994)
- D'une ombre à l'autre (1991)
- Sarbacane (1989)
- Cabrel 1977-1987 (1987)
- Photos de voyages (1985)
- Cabrel Public (1984)
- Quelqu'un de l'intérieur (1983)
- Carte postale (1981)
- Fragile (1980)
- Les chemins de traverse (1979)
- Les murs de poussière (1977)
- je l'aime a mourir (1979)